# 南华寺 (南非)

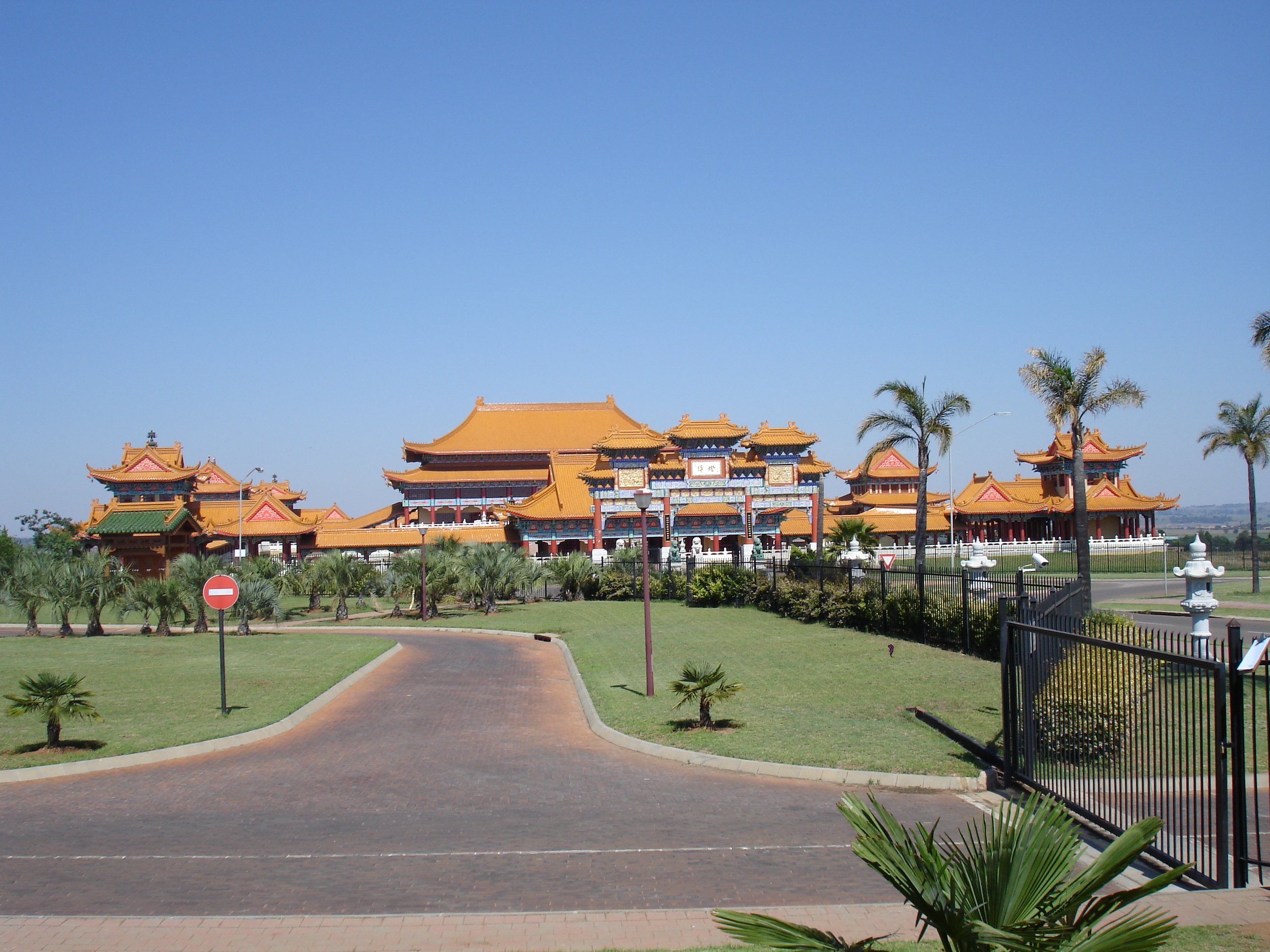
南华寺

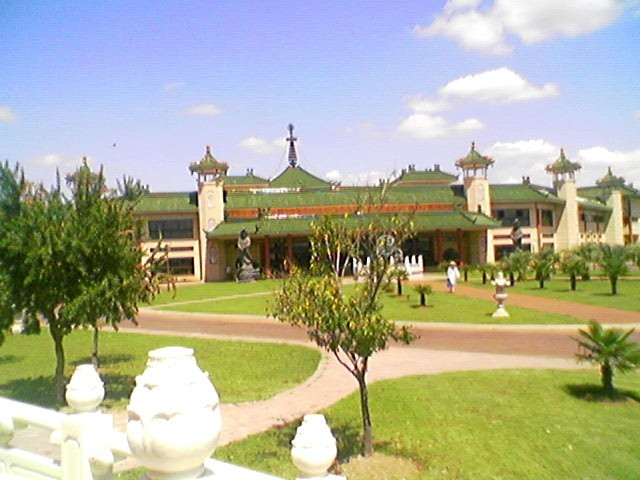
南华寺神学院、客堂、办公区

南华寺是一座位于南非豪登省布龙克霍斯茨普雷的汉传佛教寺院，隶属台湾佛光山。南华寺是非洲最大的佛寺。

## 简介
1992年，对佛教有好感的布龙克霍斯茨普雷市参议会行政长官（也是前教堂牧师）亨尼·塞内卡尔（Hennie Senekal）在访问台湾佛光山时，决定捐赠该市6公顷土地给佛光山。1992年3月8日，布龙克霍斯茨普雷市参议会批准了这一捐赠。佛光山从台湾运来砖瓦等建材，于同年10月开始在当地的高速公路旁兴建南华寺。
南华寺大雄宝殿上供奉的三世佛体量巨大，皮肤黝黑。选择黑色是尊重南非的主体种族，期待佛教融入当地人生活。南华寺设有灵骨塔，可以安葬或暂放骨灰。南华寺成立了非洲佛教神学院招收当地青年学习中文及中国武术。自2001年起，每年春节举办中华文化嘉年华会。南华寺还曾在约翰内斯堡等南非大城市举办佛教活动。

## 历任住持

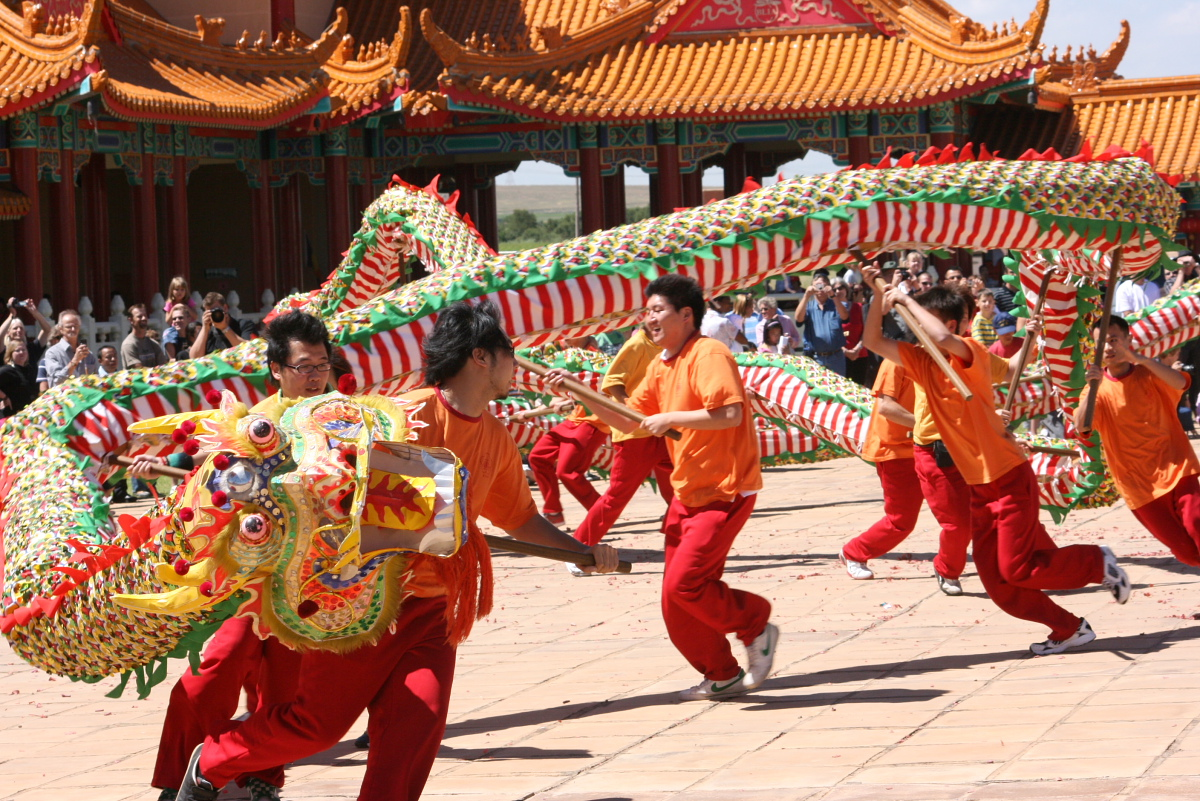
2008年南华寺春节中华文化嘉年华会活动

1. 釋慧禮（1992年—2002年）
2. 釋滿亞（2001年—2003年）
3. 釋慧昉（2003年—2006年）
4. 釋依淳（2006年—2008年）
5. 釋慧昉（2008年—）